# Lee Seung-hwan
.
Lee Seung-Hwan (hangul: 이승환, Busanjin, 13 de dezembro de 1965) é um cantor e produtor musical sul-coreano. Ele é dono da agência de talentos Dream Factory. Em 26 de março de 2014, lançou o álbum intitulado Fall to Fly.